# ماریا-ماگدالنا روسو
ماریا-ماگدالنا روسو (رومانیایی: Maria-Magdalena Rusu؛ زادهٔ ۳۰ سپتامبر ۱۹۹۹) قایقران روئینگ زن اهل رومانی است.
وی در مسابقات کشوری و بین‌المللی در مجموع برندهٔ ۱۰ مدال طلا، ۲ مدال نقره، ۱ مدال برنز شده است.